# Baloda Bazar
Baloda Bazar is een nagar panchayat (plaats) in het district Baloda Bazar van de Indiase staat Chhattisgarh. 

## Demografie
Volgens de Indiase volkstelling van 2001 wonen er 22.853 mensen in Baloda Bazar, waarvan 51% mannelijk en 49% vrouwelijk is. De plaats heeft een alfabetiseringsgraad van 69%. 